# NWA Hall of Fame
El NWA Hall of Fame es una institución que rinde honores a la carrera de antiguos empleados de la empresa National Wrestling Alliance (NWA). Fue establecido en el año 2005 en honor a distintas celebridades dentro de la lucha libre profesional, y estos reciben medallas conmemorativas, con sus nombres inscritos y el logo de la NWA. 
Los inducidos del 2005, inauguraron esta práctica pero sin una ceremonia formal, aquellos recibieron sus medallas un tiempo después. Se celebró una segunda introducción en 2006, la tercera fue en 2008 donde se introdujo a la leyenda Ric Flair, la cuarta fue en 2009 y la quinta en 2010.

## Miembros

### Hall of Fame 2005
- Lou Thesz †
- Harley Race
- Sam Muchnick †
- Jim Barnett †
- Gordon Solie †
- Jim Cornette

### Hall of Fame 2006
- Lance Russell
- Dory Funk, Jr.
- Solomon Weingeroff †
- Eddie Graham †
- Leilani Kai
- Ricky Morton
- Robert Gibson

### Hall of Fame 2008
- Tommy Rich
- Khosrow Vaziri
- Dennis Condrey
- Bobby Eaton
- Jean Corsica
- Joe Corsica
- Nikita Koloff
- Ric Flair

### Hall of Fame 2009
- Paul Orndorff
- Dennis Coralluzzo
- Jerry Jarrett
- Mil Máscaras
- Gene Kiniski †
- Tully Blanchard
- Terry Funk

### Hall of Fame 2010
- Ed Chuman
- Buddy Rogers †
- Danny Hodge
- Dan Severn
- Shinya Hashimoto †
- Jack Brisco †
- Nick Gulas †
- Ed Farhat †
- Gene Anderson †
- Lawrence Heinemi
- Ole Anderson